# Billie The Vision and The Dancers
Billie The Vision and The Dancers és un grup suec enquadrat generalment en l'estil indie rock que va obtenir una certa popularitat a Espanya quan la cervesa catalana Estrella Damm va fer un videoclip publicitari en què hi apareixien tocant el seu tema «Summercat» en la seva campanya publicitària de l'estiu de 2009, per l'estil alegre del tema. Format l'any 2004 a Malmö, ha publicat un total de sis àlbums d'estudi i un EP.

## Discografia
Àlbums d'estudi
- I Was So Unpopular in School and Now They're Giving Me This Beautiful Bicycle (2004)
- The World According to Pablo (2005)
- Where the Ocean Meets My Hand (2007)
- I Used to Wander These Streets (2008)
- From Burning Hell to Smile and Laughter (2010)
- While You Were Asleep (2012)
- What's The Matter With You Boy? (2017)

EPs
- The Key To My Magic World (2015)